# David Power
David Power (Australia, 14 de julio de 1928-1 de febrero de 2014) fue un atleta australiano, especializado en la prueba de 10000 m en la que llegó a ser campeón olímpico en 1960.

## Carrera deportiva
En los JJ. OO. de Roma 1960 ganó la medalla de oro en los 10000 metros, con un tiempo de 28:38 segundos, llegando a meta tras el soviético Pyotr Bolotnikov que con 28:32 segundos batió el récord olímpico, y el alemán Hans Grodotzki (plata).